# Вивірка сіра
Ви́вірка сі́ра, або каролі́нська, або бі́лка сі́ра (Sciurus carolinensis) — вид ссавців родини вивіркових ряду мишоподібні надряду гризуни. У природі зустрічається в Північній Америці. Один з найвідоміших адвентивних видів тварин Західної Європи — в Європейському Союзі включено до списку чужорідних інвазійних видів.

## Поширення

Природний ареал вивірки сірої до її інтродукції в Європу

Мешканець східної частини Північної Америки — на захід від річки Міссісіпі до південних районів східної частини Канади.
Вид інтродукований до Британії, Ірландії, Італії, Австралії, Південної Африки і різних місцевостей на заході Північної Америки.
Після завезення виду на європейський континент ці вивірки стали активно заселяти Англію, Шотландію та Ірландію, а також Італію, витісняючи з лісових масивів і міських парків вивірку лісову.
Надають перевагу селитися в зрілих хвойних лісах площею не менше 40 га. Селиться також у районах, де росте дуб і волоський горіх, плоди яких — горіхи і жолуді є важливим джерелом зимового харчування цих вивірок.

## Морфологія
Довжина тіла 380—525 мм, хвоста — 150—250 мм, вуха 25—33 мм, задньої стопи — 54—76 мм.
Забарвлення хутра — сіре, з «підпалинами» коричневого або рудого кольору.

## Розмноження
Сезон розмноження припадає на грудень-лютий, в північних районах — трохи пізніше — на травень-червень. Другий виводок — в середині літа. Гін білок триває п'ять днів: весь цей час самець переслідує самку, віддаляючись від сховища на відстань до 500 м. Через п'ять днів самка готова до зачаття, про що свідчить набрякла рожева вульва, цей стан триває 8 годин. Спарювання триває менше 30 секунд. Після спарювання у самки формується вагінальна желатинова пробка, яка перешкоджає повторному спаровуванню. Вагітність триває 44 дні.
Більшість самок вступають у розмноження у віці 1,25 року, але здатні до народження вже у віці 5,5 місяців. Самки приносять по два приплоди в рік, протягом 8 років. Самці стають статевозрілими у віці 11 місяців. У тому випадку, якщо вони живуть разом з домінантним самцем, статева зрілість затримується до дворічного віку. Яєчка самців зазвичай важать 1 грам, але в період гону їх маса збільшується до 6-7 г, це відбувається двічі на рік.

## Особливості життя

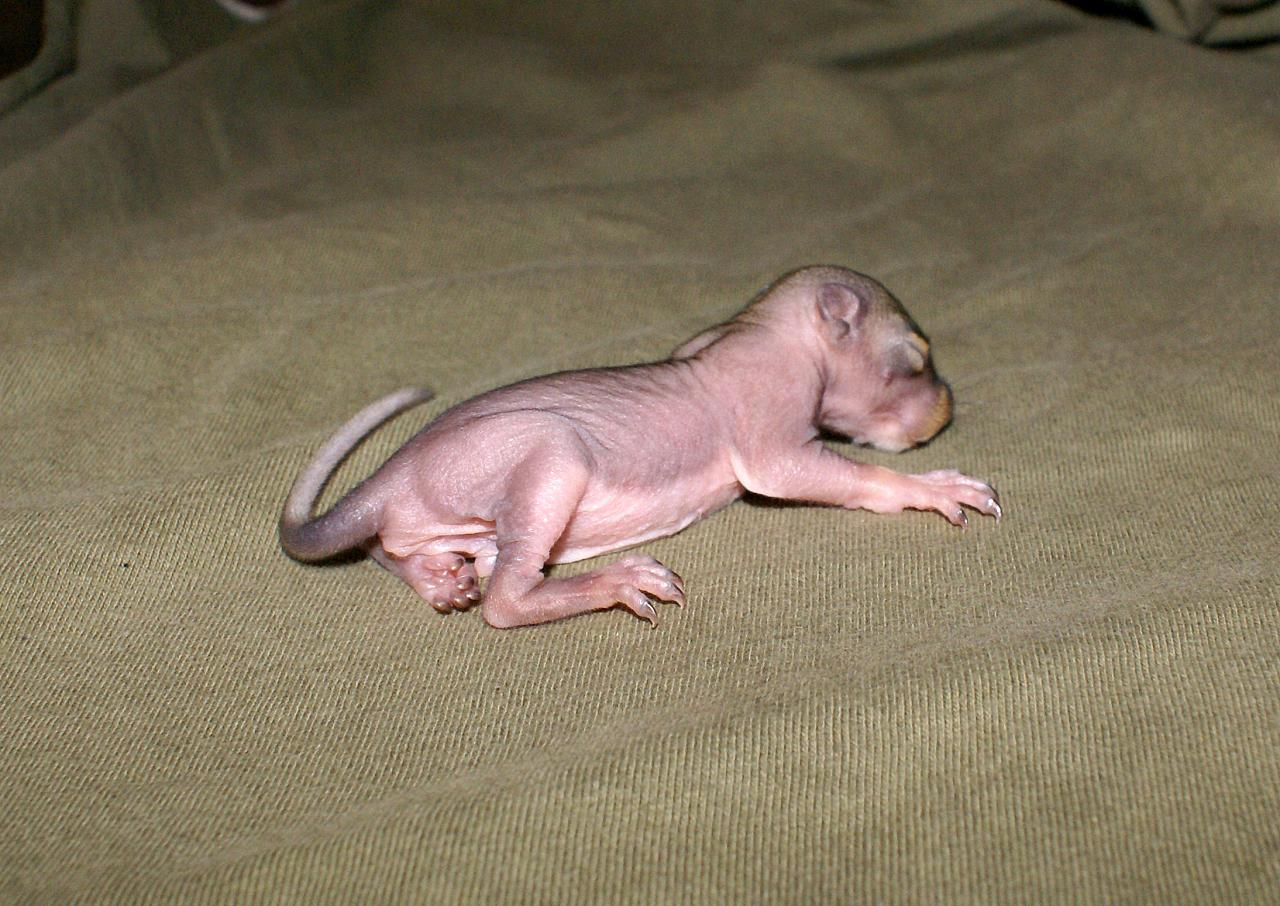
Новонароджене дитинча вивірки сірої

Новонароджені народжуються голими, за винятком вібрис, їх вага при народженні — 13-18 р. Мати вигодовує їх 7-10 тижнів. На сьомого тиждень після народження йде линька, і молоді вивірки набувають у цей час забарвлення дорослих. До 9 місяців вони мають вагу дорослої тварини. У поносі 2-4 молодих, можливо до 8.
У роки зростання чисельності цього виду або у неврожайний рік ці вивірки збираються у великі «зграї» і мігрують у пошуках придатніших місць, часом долаючи великі відстані і водні перешкоди.
Рекордна тривалість життя серед представників роду вивірка зафіксована саме для виду вивірка сіра — одна особина у неволі дожила до віку 23 роки і 6 місяців.

## Цікаві факти
З 1968 року вивірку сіру визнано символом штату Кентуккі.